# 下鶴琴音
下鶴 琴音（しもづる ことね、1997年10月14日 - ）は、鹿児島放送 (KKB) のアナウンサー。

## 概要
福岡県北九州市出身。関西学院大学社会学部卒業。大学在学時には関西アナウンススクールにも通っていた。
2020年春にNHK山口放送局の契約リポーターになり、2022年3月まで同局の番組に出演した。
2022年4月に鹿児島放送に入社し、同局のアナウンサーになる。

## 担当番組
☆は現在出演している番組
- 情報維新!やまぐち（NHK山口放送局） - 「ぶちスポ」「サキドリ！もっとやまぐち」担当[3]
- Jチャン+（鹿児島放送）[8]
- KICK OFF! KAGOSHIMA（鹿児島放送）☆
- News+おやっと!（鹿児島放送、木・金曜キャスター）☆
- ANNニュース（昼、鹿児島ローカル枠）☆
- スポーツ中継（実況担当）☆